# Herinneringsteken bijzondere missies

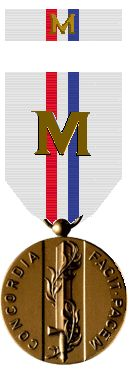
Herinneringsmedaille Multinationale Vredesoperaties met op het lint het "Herinneringsteken bijzondere missies voor deelname aan bijzondere operaties in multinationaal verband" en de bijbehorende baton.

Het Herinneringsteken bijzondere missies is een Nederlandse onderscheiding. Het is een bronzen "M" die op het lint van de Nederlandse Herinneringsmedaille Vredesoperaties wordt gespeld wanneer er geen andere onderscheiding en geen ander lint voor die medaille zijn ingesteld. Hoewel in feite niet meer dan een bronzen "M" op het lint, wordt het erkend als een afzonderlijke Nederlandse onderscheiding. Ook op het baton wordt een bronzen "M" gespeld.
Het herinneringsteken, ingesteld bij Koninklijk besluit van 14 oktober 1999, wordt toegekend aan "hen die van overheidswege gedurende ten minste drie maanden aaneengesloten deel hebben uitgemaakt van een multinationale bijzondere missie, mits voor die operatie niet een lint met andere kleuren is vastgesteld. Bij herhaalde deelname aan bijzondere missies wordt het Herinneringsteken toegekend, voorzien van een Arabisch cijfer 2 of hoger".
Het herinneringsteken werd oorspronkelijk toegevoegd aan de Herinneringsmedaille VN-Vredesoperaties. Deze medaille werd echter bij Koninklijk besluit van 23 maart 2001 afgeschaft en vervangen door de Herinneringsmedaille Vredesoperaties. Het Herinneringsteken bijzondere missies wordt nu op het lint van deze medaille bevestigd. 